# Khaled Al-Khalidi
Khaled Salman Al-Khalidi (arab. ‏خالد سلمان الخالدي‎, ur. 14 lutego 1965) – saudyjski sportowiec.
Brał udział w pchnięciu kulą i rzucie dyskiem na Letnich Igrzyskach Olimpijskich 1992 i 1996.